# Nikolai Platonowitsch Ogarjow

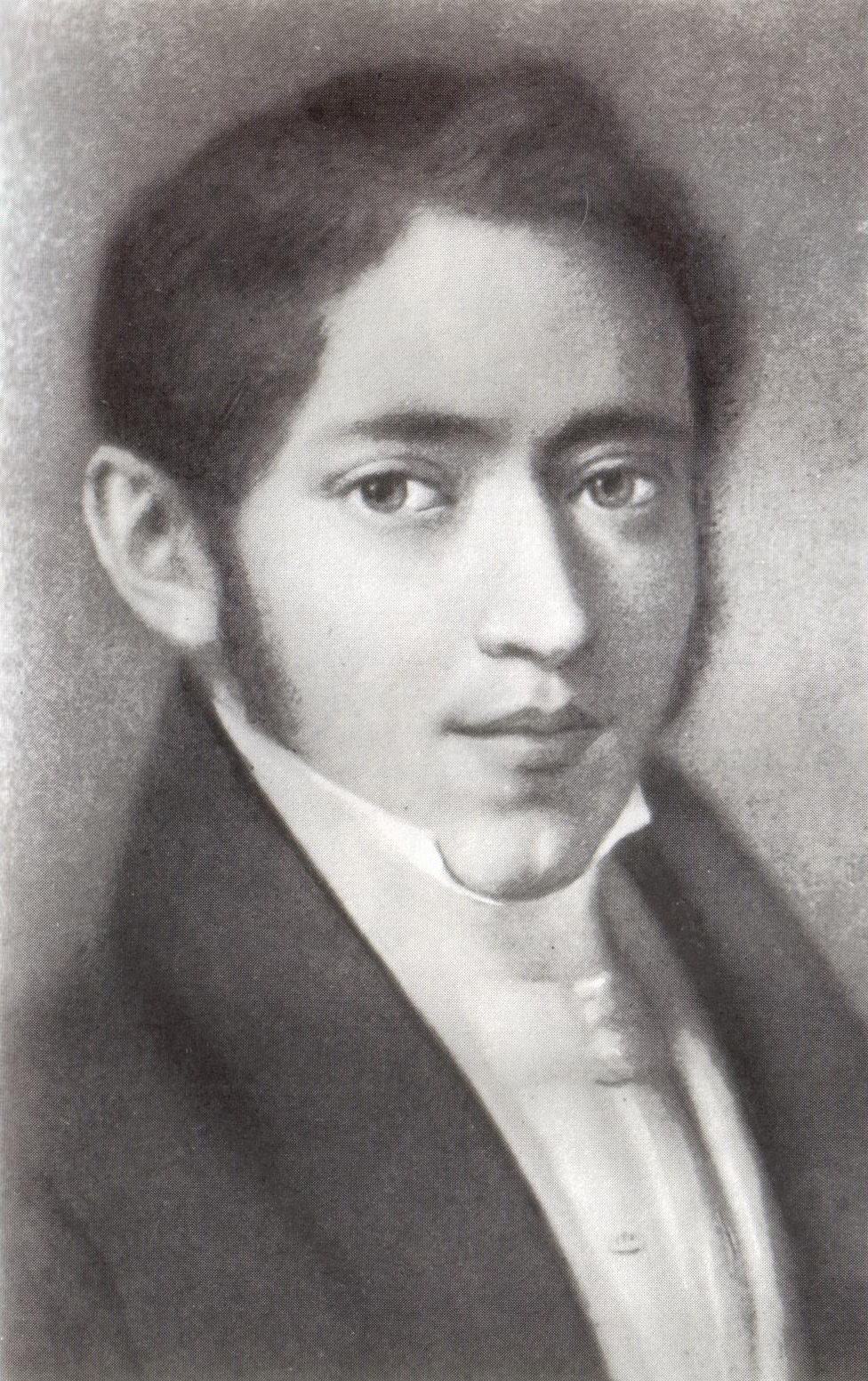
Nikolai Ogarjow, 1830

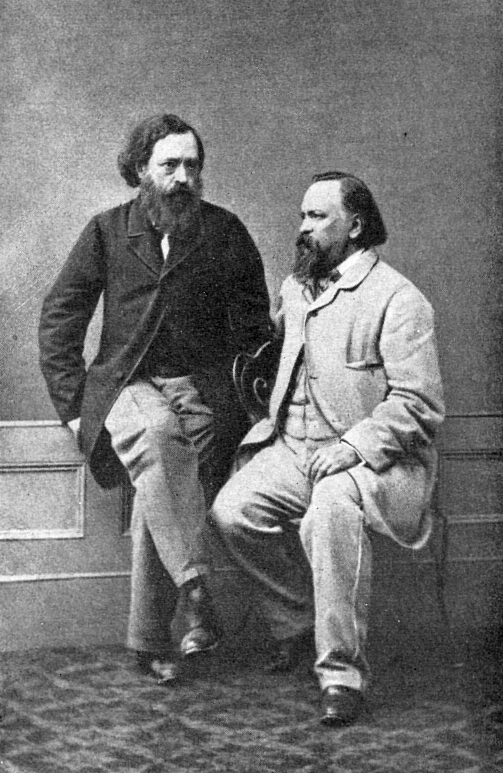
Nikolai Ogarjow (links) und Alexander Herzen

Nikolai Platonowitsch Ogarjow (russisch Николай Платонович Огарёв; * 24. Novemberjul. / 6. Dezember 1813greg. in Sankt Petersburg; † 31. Maijul. / 12. Juni 1877greg. in London) war ein russischer Sozialist, Publizist und Dichter. Im Exil war er gemeinsam mit Alexander Herzen Herausgeber der oppositionellen Zeitung Kolokol (dt.: Die Glocke), die in Russland weite Verbreitung fand.

## Leben
Bereits in seiner Kindheit freundete sich Nikolai Ogarjow mit Alexander Herzen an. In seiner Jugend war er in der Studentenbewegung an der Moskauer Universität aktiv. 1834 wurde er festgenommen und in das Gouvernement Pensa deportiert. Als er wieder nach Moskau zurückkehrte, trat er mit Michail Bakunin, W. G. Belinski und anderen Mitgliedern des Stankewitsch-Zirkels in Kontakt. 1840 flüchtete er nach Berlin und besuchte dort die Berliner Universität. 6 Jahre später kehrte er nach Russland zurück. Nachdem er 1850 ein zweites Mal festgenommen und kurz darauf wieder freigelassen wurde, entschloss er sich im Alter von 43 Jahren nach Großbritannien zu emigrieren. Er ließ sich in London nieder und beteiligte sich gemeinsam mit Herzen an der Herausgabe der Wochenzeitung Kolokol (dt.: Die Glocke) und den literarischen und gesellschaftspolitischen Sammelbänden Polarstern. Beide Publikationen wurden in Russland illegal verbreitet und gehörten zu den wichtigsten Presseerzeugnissen der russischen Opposition.
Er entwickelte in dieser Zeit ein Programm zur Befreiung der russischen Leibeigenen durch einen Bauernaufstand und propagierte die Idee eines Russischen Sozialismus, welcher den Vorstellungen der Narodniki sehr nahekam. Ogarjow war Mitgründer von Semlja i wolja (dt.: Land und Freiheit), einer konspirativen revolutionären Gesellschaft, die aber nur kurze Zeit bestand. Sie wurde 1876 von M. A. Natanson gegründet. Das Programm enthielt mehr soziale als politische Forderungen: Alles Land den Bauern, Selbstbestimmung für alle Teile des russischen Reiches, Übergabe der Funktionen der Selbstverwaltung an die bäuerliche Gemeinde. G. W. Plechanow zählte zuerst zu ihren Anhängern; erst der Parteitag vom 24. Juni 1879 führte zum Bruch.
Später nahm Ogarjow an den Propagandaaktionen von Bakunin und Sergei Netschajew teil. 1865 zog er nach Genf und beteiligte sich an der Genfer Sektion der Internationalen Arbeiterassoziation. 1873 zog er zurück nach London und starb dort im Alter von 63 Jahren.
Am 7. Mai 1970 wurde die staatliche Mordwinische Universität in Saransk nach Ogarjow benannt und es wurde ihm zu Ehren ein Museum eröffnet.
Am 20. Juni 1997 wurde der Asteroid (5158) Ogarev nach ihm benannt.